# Gaurenopsis velutina
Gaurenopsis velutina är en fjärilsart som beskrevs av Constant Vincent Houlbert 1921. Gaurenopsis velutina ingår i släktet Gaurenopsis och familjen nattflyn. Inga underarter finns listade i Catalogue of Life.